# Nihil virtuti invium
 Nihil virtuti invium лат. (изговор:темпори парце). Ништа врлини није немогуће. (Тацит) 

## Поријекло изреке
Изрекао  Публије, Тацит (лат. Publius или Gaius Cornelius Tacitus) у смјени првог у други вијек нове ере. Римски говорник, правник и сенатор и један од највећих античких историчара. Римски књижевник, главни представник модерног, „новог стила“ у вријеме Неронове владавине.

## Значење
Врлина је једина свемогућа.  Врлина је и једини начин до моћи!